# اسلام‌آباد شیبکوه
اسلام‌آباد شیبکوه، روستایی در دهستان قلعه بخش مرکزی شهرستان منوجان در استان کرمان ایران است.

## جمعیت
بر پایه سرشماری عمومی نفوس و مسکن در سال ۱۳۹۵، جمعیت این روستا برابر با ۱۹۹ نفر (۵۸ خانوار) بوده‌است.